# 송병헌
송병헌(宋秉憲, 1910년 ~ ?)은 일제강점기의 경찰이다.

## 생애
강원도 출신이다. 1929년 철원공립보통학교 고등과를 졸업하고 1931년 철원경찰서 순사가 되었다. 1937년 철원경찰서 고등계 형사로 자리를 옮겼고, 이후 다시 주재소 순사 등을 지냈다. 일본이 태평양 전쟁에 패해 물러갈 때까지 약 14년간 조선총독부 소속의 경찰로 근무한 것으로, 이 가운데 약 3년 동안은 사상범을 취급하고 관련 정보를 수집하는 고등계 형사로 있었다.
이 기간 중 철원경찰에서 담당한 주요 공안 사건 중에 1942년 서대문형무소에서 옥사한 감리교의 강종근 목사 사건과 1943년에 발생한 성결교의 박봉진 목사 사건 이 있었다. 이 중 박봉진은 신사참배 강요에 거부한 혐의로 체포되었다가 옥중에서 심한 고문을 받아 가석방된 지 불과 며칠 만에 사망했다. 송병헌은 이 사건과 관련하여 광복 후인 1949년 반민족행위특별조사위원회의 조사 대상에 올랐다.
반민특위의 피의자 조사에서 송병헌은 박봉진이 고문치사할 당시 고등계를 떠나 주재소에 근무하고 있어 본인과 전혀 관련이 없었으며, 이 사건 자체를 1949년 관련자들이 반민특위에 체포된 뒤에야 알게 되었다고 진술했다. 반민특위는 이 진술과 함께 송병헌이 누군지 모른다는 박봉진 부인의 증언 등을 받아들여 그에 대한 불기소 의견을 내었고, 송병헌은 불기소 처분되었다.
박봉진 고문치사 혐의는 근거 없는 것으로 밝혀졌으나, 고등계 경찰 경력 때문에 2008년 공개된 민족문제연구소가 공개한 친일인명사전 수록예정자 명단 중 경찰 부분에 선정되어 있다.

## 참고 자료
- 반민족행위특별조사위원회 (1949년 8월 23일). “피의자신문조서 - 송병헌”. 2008년 2월 2일에 확인함.[깨진 링크(과거 내용 찾기)]
- 반민족행위특별조사위원회 (1949년 8월 26일). “의견서 - 송병헌”. 2008년 2월 2일에 확인함.[깨진 링크(과거 내용 찾기)]
- 반민족행위특별검찰부 (1949년 8월 31일). “불기소사건기록 - 송병헌”. 2008년 2월 2일에 확인함.[깨진 링크(과거 내용 찾기)]